# Weinberg (Aurach)
Weinberg ([ˈvaɪ̯nˌbɛʁk] ⓘ) ist ein Gemeindeteil der Gemeinde Aurach im Landkreis Ansbach (Mittelfranken, Bayern). Die Gemarkung Weinberg hat eine Fläche von 14,214 km². Sie ist in 2076 Flurstücke aufgeteilt, die eine durchschnittliche Fläche von 6846,96 m² haben. In ihr liegen neben dem namensgebenden Ort die Gemeindeteile Gindelbach, Gutenmühle, Vehlberg, Westheim und Windshofen.

## Geografie
Im Pfarrdorf entspringt die Wieseth, nördlich davon der Erlbach, der bei Leuckersdorf als linker Zufluss in die Wieseth mündet. 1 km nördlich erhebt sich der Roßkopf (520 m ü. NHN) in dem Waldgebiet Dienstfeld, 0,75 km südwestlich die Emmerspitz (524 m ü. NHN). 0,5 km südwestlich befindet sich das Pfarrholz. Die Staatsstraße 1066 führt nach Vorderbreitenthann (3 km südlich) bzw. nach Aurach (4 km nordöstlich). Die Kreisstraße AN 36 führt nach Vehlberg (2 km westlich) bzw. nach Gindelbach (1,6 km südöstlich). Die AN 3 führt nach Atzenhofen (3 km nördlich).
Nördlich des Ortes gibt es seit der karolingischen Zeit einen Grenzpunkt (1433 und 1500 in den Weinberger Dorfordnungen erwähnt), an dem die drei Gaue Sualafeldgau, Rangau und Maulachgau aufeinanderstoßen. Dieser ist zugleich der Grenzpunkt, an dem die drei Bistümer Augsburg, Eichstätt und Bamberg (bis 1817: Würzburg) aufeinanderstoßen.

### Klima

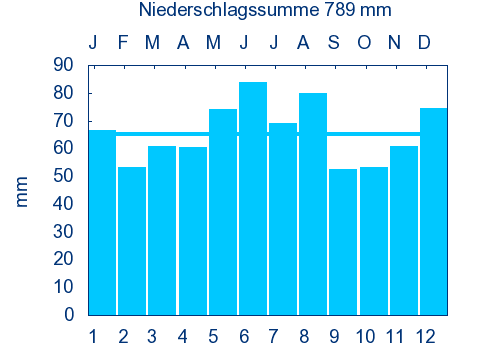
Diagramm Niederschlagsmittelwerte Aurach für den Zeitraum von 1961 bis 1990
Niederschlagsdiagramm für Aurach (blaue Kurve) vor den Mittelwerten (Quantilen) für Deutschland (grau)

In Weinberg beträgt die durchschnittliche Niederschlagsmenge im Jahr 789 mm.

## Geschichte
Weinberg gehörte ursprünglich zur Herrschaft der Burg Wahrberg. Am 28. Februar 1355 verkaufte Erkinger von Wahrberg seinen dortigen Besitz mit zugehörigen Zehnten (24 Anwesen, ein Badhaus, eine Mühle und ein Gasthaus) und seinen Anteil an dem Gericht zu Weinberg an den Eichstätter Fürstbischof Berthold von Zollern. 1301 wurde die Kapelle zu Ehren der Apostel Petrus und Paulus in Weinberg erstmals urkundlich erwähnt. Über die Namen der seit 1352 in Aurach wirkenden Pfarrherren geben zwei Tafeln im Eingang der Kirche Auskunft. 1358 wurde die Kapelle zur Pfarrkirche mit einem Ablassbrief, der bis 1601 noch in der Kirche vorhanden war. 1488 wird eine Bruderschaft des Hl. Sebastians urkundlich bestätigt. Diese Bruderschaft existiert seit dieser Zeit und feiert regelmäßig am Sonntag nach Sebastian ihr Bruderschaftsfest. Der Magistrat der Bruderschaft nimmt mit seinen Stäben jeden ersten Donnerstag im Monat am Bruderschaftsgottesdienst teil.
Weinberg lag im Fraischbezirk des ansbachischen Oberamtes Feuchtwangen. Den Grundbesitz in Weinberg teilten sich zu der Zeit das Hochstift Eichstätt, das Kloster Sulz, das Chorherrenstift Feuchtwangen und als deren Nachfolger die Markgrafen von Ansbach. 
Im Dreißigjährigen Krieg brannte fast das ganze Dorf ab (82 Häuser), Kirche und Pfarrhof wurden ausgeplündert. In der Folgezeit wütete im Ort die Pest.
1748 ereignete sich ein weiterer verheerender Brand, dem 39 Gebäude zum Opfer fielen. Im gleichen Jahr wurde auch die Skapulierbruderschaft Sieben Schmerzen Mariä gegründet, die zur Erzbruderschaft des Benediktinerklosters Oberelchingen bei Ulm gehört. 
1732 bestand der Ort aus 58 Anwesen und 1 Kirche (katholisch), 1 Pfarrhaus, 1 Schulhaus, 1 Schafhaus, 1 Hirtenhaus und ein aus 12 Personen bestehendes Gericht. Die Dorf- und Gemeindeherrschaft hatte das eichstättische Vogtamt Aurach. Grundherren waren feuchtwangische Ämter (11 Anwesen; Klosterverwalteramt Sulz: 5 Anwesen; Vogtamt Ampfrach: 1 Wirtschaft mit Backrecht, 4 Anwesen; Pfarrei Dorfgütingen: 1 Wirtschaft mit Backrecht) und das Vogtamt Aurach: 3 Wirtschaften mit Backrecht,  2 Schmieden, 42 Anwesen. Gegen Ende des 18. Jahrhunderts gab es 62 Haushalte, wovon 11 feuchtwangisch waren. Von 1797 bis 1808 unterstand der Ort dem Justiz- und Kammeramt Feuchtwangen.
1806 kam Weinberg an das Königreich Bayern. Mit dem Gemeindeedikt (frühes 19. Jahrhundert) wurde der Steuerdistrikt Weinberg gebildet. Zu diesem gehörten Angerhof, Birkach, Bittelhof, Charhof, Charmühle, Elbersroth, Elbleinsmühle, Gimpertshausen, Gindelbach, Gutenmühle, Leuckersdorf, Westheim und Windshofen. Wenig später entstand die Ruralgemeinde Weinberg mit den Orten Elbleinsmühle, Gindelbach, Gutenmühle, Vehlberg, Westheim und Windshofen. Sie war in Verwaltung und Gerichtsbarkeit dem Landgericht Feuchtwangen und in der Finanzverwaltung dem Rentamt Feuchtwangen zugeordnet (1919 in Finanzamt Feuchtwangen umbenannt). Ab 1862 gehörte Weinberg zum Bezirksamt Feuchtwangen (1939 in Landkreis Feuchtwangen umbenannt) und von 1943 bis 1973 zum Finanzamt Dinkelsbühl, seit 1973 zum Finanzamt Ansbach.  Die Gemeinde hatte 1964 eine Gebietsfläche von 14,220 km². Im Zuge der Gebietsreform in Bayern wurde diese am 1. Mai 1978 nach Aurach eingemeindet.

### Baudenkmäler
In Weinberg gibt es neun Baudenkmäler:
- Bachgasse: Prozessionskapelle, kleine verputzte Nischenanlage mit Dreiecksgiebel, 18. Jahrhundert
- Feuchtwanger Straße 26: Prozessionskapelle, verputzter Kleinbau mit Satteldach, 18. Jahrhundert
- Nähe Röttenbacher Straße: Prozessionskapelle, verputzter Satteldachbau mit Traufprofil, 18. Jahrhundert
- Kirchstraße 1: Prozessionskapelle, verputzte Nischenanlage mit Dreiecksgiebel, 18. Jahrhundert
- Kirchstraße 4: katholische Pfarrkirche Mariä Sieben Schmerzen, ehemals St. Aegidius (bis 1975), mittelalterlicher Chorturm mit Spitzhelm, 14./15. Jahrhundert, Langhaus aus Beton modern (1975); mit Ausstattung; Reste der ehemaligen Friedhofsmauer, im Kern wohl mittelalterlich. Die große Glocke der Weinberger Kirche wurde 1579 in Nürnberg gegossen und trägt die Inschrift „GOTTES WORT BLEIBT EWIG - GLAUB DEM MIT TAT BIST SELIG“.
- Kr AN 3: Sühnekreuz aus Sandstein, mittelalterlich.
- Hartfeld: Mittelalterliches Sandsteinkreuz; ca. 400 m außerhalb des Ortes Richtung Vehlberg.
- Nähe Zur Wiesethquelle: Sühnekreuz aus Sandstein, mittelalterlich.
- Vehlberger Wegfeld: Sühnekreuz aus Sandstein, mittelalterlich.
- Dorfwiesen; Westbergfeld: Ehem. Ortsetter, vier Grenzsteine von ehem. 40, Sandstein, 1537 und 1738.

### Bodendenkmäler
In der Gemarkung Weinberg gibt es acht Bodendenkmäler.

### Einwohnerentwicklung
Gemeinde Weinberg
| Jahr      | 1818   | 1840   | 1852   | 1855   | 1861   | 1867   | 1871   | 1875   | 1880   | 1885   | 1890   | 1895   | 1900   | 1905   | 1910   | 1919   | 1925   | 1933   | 1939   | 1946   | 1950   | 1952   | 1961   | 1970   |
| Einwohner | 563    | 805    | 750    | 721    | 782    | 790    | 776    | 777    | 749    | 753    | 760    | 801    | 775    | 773    | 776    | 765    | 794    | 774    | 726    | 1111   | 1050   | 966    | 1000   | 1066   |
| Häuser    | 122    | 142    |        |        |        |        | 151    |        |        | 156    | 156    |        | 157    |        |        |        | 155    |        |        |        | 154    |        | 183    |        |
| Quelle    | [ 10 ] | [ 17 ] | [ 18 ] | [ 18 ] | [ 19 ] | [ 20 ] | [ 21 ] | [ 22 ] | [ 23 ] | [ 24 ] | [ 25 ] | [ 18 ] | [ 26 ] | [ 18 ] | [ 27 ] | [ 18 ] | [ 28 ] | [ 18 ] | [ 18 ] | [ 18 ] | [ 29 ] | [ 18 ] | [ 12 ] | [ 30 ] |

Ort Weinberg
| Jahr      | 001818 | 001840 | 001861 | 001871 | 001885 | 001900 | 001925 | 001950 | 001961 | 001970 | 001987 | 002011 |
| Einwohner | 300    | 426    | 439    | 426    | 414    | 423    | 450    | 614    | 623    | 703    | 785    | 887    |
| Häuser    | 71     | 85     |        |        | 87     | 89     | 88     | 87     | 112    |        | 217    |        |
| Quelle    | [ 10 ] | [ 17 ] | [ 19 ] | [ 21 ] | [ 24 ] | [ 26 ] | [ 28 ] | [ 29 ] | [ 12 ] | [ 30 ] | [ 31 ] | [ 1 ]  |

## Religion
Der Ort ist römisch-katholisch geprägt und Sitz der Pfarrei Mariä Sieben Schmerzen. Die Einwohner evangelisch-lutherischer Konfession sind nach Feuchtwangen gepfarrt.

## Wanderwege
Durch Weinberg führt der Fernwanderweg Grünes Schlüsselloch.

## Bildungseinrichtungen
- Grundschule (1.–4. Klasse)
- Ortsbücherei